# Рено (пушечный бронеавтомобиль)

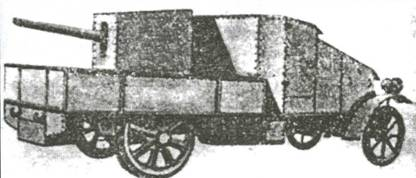
Пушечный бронеавтомобиль «Рено», вид справа-сзади

«Рено» — русский пушечный бронеавтомобиль периода Первой мировой и Гражданской войн. Разработан для нужд Русской императорской армии на базе импортного пулемётного бронеавтомобиля фирмы Renault, поставленного в Российскую империю в 1915 и ограниченно использовавшегося во вспомогательных целях. Серийно производился Путиловским заводом на протяжении 1917—1920 годов. Точное количество выпущенных машин неизвестно; очевидно, в зенитные бронеавтомобили были переоборудованы все 29 импортных бронеавтомобилей «Рено», которые не были в 1915—1916 годах перестроены в машины типа «Мгебров-Рено».

## Описание конструкции

### Броневой корпус
Машина имела частичное бронирование. Броневой корпус простой формы (большая часть броневых листов устанавливалась вертикально, лишь средний лобовой лист был установлен под большим углом) полностью прикрывал моторное отделение и отделение управления машины; боевое отделение, представлявшее собой грузовой кузов-платформу, было открытым и защищалось лишь невысокими бортами из бронелистов. Орудийная установка была защищена щитком коробчатой формы, прикрывавшим её с трёх направлений и сверху.

### Вооружение
Вооружение машины состояло из одной 47-мм скорострельной пушки Гочкиса производства Обуховского сталелитейного завода на тумбовой установке. Длина ствола орудия составляла 43,5 калибров.

## Операторы
- Российская империя
- РСФСР